# 伴盛陰
伴 盛陰（ばん もりかげ）は、戦国時代から安土桃山時代の武将。徳川氏の家臣。

## 概要
古代豪族大伴氏の末裔で、父の代までは近江国に住んで足利将軍家に仕えた。当初今川義元に仕えたともいうが、その後は弟の盛兼とともに徳川家康の家臣・松井忠次に仕えた。忠次は盛陰・盛兼の兄弟を側近に取り立てて厚遇した。永禄5年（1562年）上ノ郷城攻めでは同僚の石原三郎左衛門と共謀し、伴一族はその攻略と城主の二子・鵜殿氏長と氏次兄弟を捕縛するのに功績があった。この功によって鵜殿氏旧領の西郡に120貫を与えられている。また本多忠勝の指揮で、同僚の都筑重常とともに幡豆郡の小笠原安元・広重の帰順を取り扱っている。
その後は家康の直臣としての活動が見られるようになる。永禄7年（1564年）酒井忠次に従い、吉田城主・大原資良を説得して開城させた。永禄11年（1568年）遠江侵攻では小笠原安元とともに高天神城主の小笠原氏助を味方に引き入れた。元亀元年（1570年）家康の異父弟で当時武田氏の元にいた松平康俊を甲斐より脱出させるのに功があった。天正2年（1574年）遠江磐田郡馬伏塚・引佐郡気賀を加増されて6,000石を領した。